# Còlit del Magrib
El còlit del Magrib (Oenanthe halophila) és una espècie d'ocell de la família dels muscicàpids (Muscicapidae) pròpia del nord d'Àfrica. Oenanthe halophila i Oenanthe warriae es consideraven anteriorment subespècies del còlit de Núbia, però el Congrés Ornitològic Internacionalva les va passar a considerar com a espècies diferents el 2021.

## Taxonomia
Segons la llista mundial d'ocells del Congrés Ornitològic Internacional (versió 12.1, gener 2022) aquest tàxon té la categoria d'espècie. Tanmateix, altres obres taxonòmiques, com el Handook of the Birds of the World i la quarta versió de la BirdLife International Checklist of the birds of the world (Desembre 2019), el consideren encara una subespècie del còlit de Núbia (Oenanthe lugens halophila).